# Tapogliano
Tapogliano (Tapoian in friulano) è un centro abitato del comune di Campolongo Tapogliano, in provincia di Udine. Fino al 2009 ha costituito un comune autonomo.

## Storia

### Simboli

Vecchio stemma comunale

Lo stemma era così descritto nello statuto comunale:
azzurro, sul quale è rappresentata una muraglia merlata sopra la quale splende una stella a cinque punte, entrambe di giallo ocra. Lo scudo è sovrastato da una
corona e completato nella parte inferiore da fronde disposte a semicerchio.»
Il gonfalone era un drappo di bianco.

## Monumenti e luoghi d'interesse
- Chiesa parrocchiale di San Martino Vescovo
- Villa Pace, residenza estiva e azienda agricola dei Conti Pace

## Società

### Evoluzione demografica
Abitanti censiti entro i vecchi confini comunali

Oltre al dato relativo ai vecchi confini comunali, presente sopra, si fornisce il dato relativo al solo centro abitato di Tapogliano:
| Abitanti del centro abitato di Tapogliano | Abitanti del centro abitato di Tapogliano | Abitanti del centro abitato di Tapogliano |
| 1991                                      | 2001                                      | 2011                                      |
| ----------------------------------------- | ----------------------------------------- | ----------------------------------------- |
| 466                                       | 449                                       | 438                                       |

## Amministrazione
Fino al 2009 Tapogliano costituiva un comune autonomo. Venne fuso assieme al comune di Campolongo al Torre, costituendo il nuovo comune di Campolongo Tapogliano, in seguito a un referendum col quale (previo parere positivo del consiglio regionale). Primo caso in Italia e, di conseguenza in Friuli-Venezia Giulia.) il 25 novembre 2007 i cittadini di Campolongo al Torre e Tapogliano si sono espressi favorevolmente alla fusione con l'85,47% dei voti.